# Посників (городище)
Городище і селище поблизу села Посників — археологічна пам'ятка, городище давньоруського часу в Млинівському районі Рівненської області України. Пам'ятка археології України національного значення.

## Розташування
Городище розташоване в південно-східній частині села Посників на лівому березі річки Новина.

## Опис
Давнє укріплення було збудоване на ділянці, оточеною із півдня і сходу заплавою струмка. Ця ділянка підвищується над низовиною на 12-15 м. Розміри майданчика городища — 60×80 м, по периметру його захищають вал заввишки до 3 м і рів завглибшки до 4 м. Північна та західна сторони укріплення дугоподібні в плані, а південна та східна — прямі. Помітні сліди трьох в'їздів у вигляді розривів валу, навпроти них у ровах влаштовані греблі. Біля північно-східного в'їзду на кінці валу є округле розширення, імовірно, воно було основою для башти. Потужність культурного шару на городищі понад 1 м, в ньому знайдено численні уламки гончарних горщиків. Переважають вінця X—XI століть, а поодинокі з них датовані кінцем XI—XII століть.

## Дослідження
Пам'ятка відома з кінця XIX століття, її обстежили Р. Якимович у 1931 році, О. Раппопорт у 1960 році, В. Зварич та Р. М. Чайка у 1973 році, Б. Прищепа у 1986, 1988 роках.